# Taika Waititi
Taika David Waititi (i/ˈtaɪkə waɪˈtiːti/; 16 d'agost de 1975), també conegut com a Taika Cohen, és un cineasta, actor i comediant neozelandés. Va ser nominat als Premis de l'Acadèmia pel seu curtmetratge de 2004 Two Cars, One Night.
Els seus llargmetratges Boy (2010) i Hunt for the Wilderpeople (2016) han estat les pel·lícules neozelandeses més taquilleres de tots els temps, amb aquesta última encara mantenint el títol des del 2018. Va codirigir i protagonitzar la pel·lícula de comèdia negra What We Do in the Shadows (2014) amb Jemaine Clement. El 2017 va dirigir la pel·lícula de superherois Thor: Ragnarok de l'Univers Cinemàtic de Marvel, on va interpretar el personatge de Korg, paper que va reprendre en Avengers: Endgame (2019).
L'any 2020 va fer història durant la gala dels premis de l'Acadèmia quan va esdevenir la primera persona maori en guanyar un Oscar en obtenir el guardó al millor guió adaptat per Jojo Rabbit. Durant el discurs d'acceptació, va "dedicar-ho a tots els nens indígenes del món que vulguin fer art i ballar i escriure històries", i va afegir: "Som els narradors d'històries originals, i també ho fem aquí".

## Filmografia

### Pel·lícules
| Any  | Pel·lícula                | Director | Guionista | Productor |
| ---- | ------------------------- | -------- | --------- | --------- |
| 2007 | Eagle vs Shark            | Sí       | Sí        | No        |
| 2010 | Boy                       | Sí       | Sí        | No        |
| 2014 | What We Do in the Shadows | Sí       | Sí        | Sí        |
| 2016 | Hunt for the Wilderpeople | Sí       | Sí        | Sí        |
| 2017 | Thor: Ragnarok            | Sí       | No        | No        |
| 2019 | Jojo Rabbit               | Sí       | Sí        | Sí        |
| 2020 | Next Goal Wins            | Sí       | Sí        | No        |
| 2021 | Thor: Love and Thunder    | Sí       | Sí        | No        |

#### Curtmetratges
| Any  | Pel·lícula                                               | Director | Guionista | Productor | Notes                                     |
| ---- | -------------------------------------------------------- | -------- | --------- | --------- | ----------------------------------------- |
| 2002 | John and Pogo                                            | Sí       | Sí        | No        |                                           |
| 2004 | Two Cars, One Night                                      | Sí       | Sí        | No        | Nominada a l'Oscar al millor curtmetratge |
| 2005 | Tama Tu                                                  | Sí       | Sí        | No        |                                           |
| 2005 | What We Do in the Shadows: Interviews with Some Vampires | Sí       | Sí        | No        |                                           |
| 2016 | Team Thor                                                | Sí       | Sí        | Sí        |                                           |
| 2017 | Team Thor: Part 2                                        | Sí       | Sí        | Sí        |                                           |
| 2018 | Team Darryl                                              | Sí       | Sí        | Sí        |                                           |

#### Papers
| Any  | Pel·lícula                                               | Paper          | Notes         |
| ---- | -------------------------------------------------------- | -------------- | ------------- |
| 1999 | Scarfies                                                 | Alex           |               |
| 2001 | Snakeskin                                                | Nelson         |               |
| 2001 | A New Way Home                                           | Max            | Curtmetratge  |
| 2004 | Futile Attraction                                        | Cambrer        |               |
| 2005 | What We Do in the Shadows: Interviews with Some Vampires | Viago          | Curtmetratge  |
| 2007 | Eagle vs Shark                                           | Gordon         |               |
| 2010 | Boy                                                      | Alamein        |               |
| 2011 | Green Lantern                                            | Thomas Kalmaku |               |
| 2013 | The Captain                                              | The Captain    | Curtmetratge  |
| 2014 | What We Do in the Shadows                                | Viago          |               |
| 2016 | Hunt for the Wilderpeople                                | Ministre       |               |
| 2017 | Thor: Ragnarok                                           | Korg           |               |
| 2019 | Avengers: Endgame                                        | Korg           |               |
| 2019 | Jojo Rabbit                                              | Adolf Hitler   | Postproducció |
| 2020 | Free Guy                                                 |                | Postproducció |

#### Altres treballs
| Any  | Pel·lícula           | Role                                                                                               |
| ---- | -------------------- | -------------------------------------------------------------------------------------------------- |
| 2016 | Doctor Strange       | Va escriure i va dirigir la primera escena dels títols de crèdit (no apareix als títols de crèdit) |
| 2016 | Moana                | Va escriure el guió inicial (no apareix als títols de crèdit)                                      |
| 2018 | The Breaker Upperers | Productor executiu                                                                                 |

### Televisió
| Any          | Títol                     | Director | Guionista | Productor Executiu | Notes       |
| ------------ | ------------------------- | -------- | --------- | ------------------ | ----------- |
| 2007–2009    | Flight of the Conchords   | Sí       | Sí        | No                 | 4 episodis  |
| 2011         | Super City                | Sí       | No        | No                 | 6 episodis  |
| 2012         | The Inbetweeners          | Sí       | No        | No                 | 5 episodis  |
| 2018–present | Wellington Paranormal     | No       | No        | Sí                 | Cocreador   |
| 2019         | What We Do in the Shadows | Sí       | No        | Sí                 | 3 episodis  |
| 2019         | The Mandalorian           | Sí       | No        | No                 | episodi 1.8 |

#### Papers com a actor
| Any  | Títol                     | Paper                      | Notes                               |
| ---- | ------------------------- | -------------------------- | ----------------------------------- |
| 2002 | The Strip                 | Mostin                     | 13 Episodis                         |
| 2003 | Revelations               | Ali                        | Episodi: "Mended Sole"              |
| 2003 | Freaky                    | Cleaner                    | Episodi: "Fridge, Cleaner & Sister" |
| 2009 | The Jaquie Brown Diaries  | Friendly Gypsy             | Episodi: "Brownward Spiral"         |
| 2010 | Radiradirah               | Various                    | 8 episodis                          |
| 2019 | What We Do in the Shadows | Viago                      | Episodi: "The Trial"                |
| 2019 | The Mandalorian           | IG-11                      | Veu                                 |
| 2019 | Year of the Rabbit        | Imitador de Joseph Merrick | Cameo                               |
| 2019 | Rick and Morty            | Glootie                    | Veu                                 |
| 2021 | What If...?               | Korg                       | Veu                                 |